# Wolnizna
Wolnizna (staropol. lgota) – stosowany w średniowieczu dla osadników osiedlających się w nowym miejscu przywilej pozwalający im na użytkowanie ziemi pańskiej bez ponoszenia za to stosownych opłat. Wolnizną określano też ziemię objętą ulgami gospodarczymi.

## Etymologia
Etymologia nazwy jest niejasna i funkcjonuje kilka teorii na jej temat. Stosowane są dwie nazwy na określenie tego typu miejscowości. Pierwsza nazwa – lgota lub ligota wywodzi się od staropolskiego określenia oznaczającego ulgę, czyli miejsce, w którym funkcjonują ulgi podatkowe lub czynszowe dla osadników. Lgota lub ligota oznacza również lgi czyli lekki ciężar.
Niektórzy etymolodzy wywodzą również nazwę od starosłowiańskich określeń: ligawica – oznaczające trzęsawisko, ligaj – nisko, ligawka – długa trąba trzymana poziomo, które wskazują, że nazwa może mieć też związek z terenem podmokłym lub okresowo zalewanym.
Druga nazwa wywodzi się od określenia wolność i w tym znaczeniu może określać miejscowość zakładaną z woli, pozwolenia regionalnej władzy lub miejscowość gdzie panuje wolność podatkowa i gospodarcza albo miejscowości wolno, swobodnie zakładane bez planowania. To, że mimo skończonego okresu wolnizny nazwy zostały, świadczy raczej o pochodzeniu ich od woli lub położenia i właściwości miejsca. W Polsce oba terminy ligota oraz wola przetrwały w nazwach około 2000 miejscowości.

## Warunki wolnizny
Zależnie od warunków panujących na zasiedlanym obszarze wolnizna mogła trwać nawet do 20 lat. W tym czasie osadnicy mieli się zagospodarować, pobudować chaty, często kościół, a przede wszystkim wykarczować lub osuszyć przydzielony teren tak, aby nadawał się pod uprawy rolne. Po upływie wolnizny chłopi za użytkowanie ziemi opłacali czynsz w pieniądzu lub w naturze (najczęściej w różnego gatunku zbożu) tym samym pod względem obowiązków zrównywani byli z mieszkańcami innych, starszych osad położonych na terenie właściciela ziemi. Ze względu na trudny teren i konieczność posiadania drogi formą zabudowy takiej wsi była tzw. łańcuchówka.

## Miejsca objęte wolnizną
Jednymi z pierwszych obszarów osadnictwa były tereny Śląska, Czech, Moraw i Łużyc. Ludność słowiańska uciekająca tam przed Niemcami osiedlała się zajmując nowe, rolniczo gorsze tereny. Ponieważ było to początkowo osadnictwo o charakterze wewnętrznym, często nieformalne, nowo powstałe osady otrzymały nazwy w miejscowym (słowiańskim) języku. Stąd na wspomnianym terenie można znaleźć mnóstwo miejscowości o nazwach typu: Ligota, Ligotka, Lhota (więcej po czesku), Lgota itp. Tego typu nazwy wywodzi się od słowa wola lub wolnizna. Starosłowiańskie: ligawica – oznaczające trzęsawisko, ligaj – nisko, ligawka – długa trąba trzymana poziomo wskazują, że nazwa może mieć też związek z terenem podmokłym lub okresowo zalewanym. Właśnie już tylko na tego typu terenie, w XII-XIII wieku, mogło być organizowane nowe osadnictwo, bowiem ziemie rolniczo lepsze, już wtedy były w uprawie.
W okresie późniejszym osadnictwo bardziej sformalizowano. W dokumentach lokacji nowe, objęte wolnizną wsie określano (po łacinie jako libera villa, libertas). Stąd wzięły się liczne zwłaszcza w Małopolsce, współczesne polskie określenia typu Wola, Wólka co z jednej strony podkreślało przywilej wolnizny a z drugiej, wolę sprawczą pana nakazującego swoim poddanym zamieszkanie w określonym miejscu. Nowe osady często zamieszkiwali ludzie przesiedleni z jednej, konkretnej miejscowości, stąd mamy np. Zduńską Wolę dla oznaczenia że jej mieszkańców nasiedlono z miejscowości Zduny (możliwe są też wyjaśnienia alternatywne). Przymiotnik określający, występujący przy nazwie Woli może też określać właściciela ziemi dokonującego lokacji np. Wola Duchacka została założona przez zakonników z klasztoru Duchaków. Miejscowości o nazwie Wola rzadko się spotyka na terenach jednolitych pod względem geograficznym np. w Wielkopolsce oraz na terenach częstych wojen np. Pomorza – zdobywcy i właściciele złupionych terenów bezwzględnie żądali swoich należności, zwykle nie dając przywilejów. Miejscowościom lokowanym powtórnie zwykle nazwy nie zmieniano.
Miejscowości zakładane całkiem współcześnie (XVIII-XIX w.), na surowym korzeniu, często nazywane są Nowinami. Zwykle zakładano je w związku z uwłaszczeniem. Właściciel (dziedzic) zatrzymywał ziemie najlepsze i najdogodniejsze do uprawy, natomiast swoim chłopom dawał gorsze i leżące gdzieś na skraju jego posiadłości. Często trzeba je było dopiero wykarczować i stąd ich nazwa Nowiny.